# Гробарт, Фабио
Фабио Гробарт (исп. Fabio Grobart), известный также, как Антонио Бланк (настоящие имя и фамилия — Абрам (Авраам) Симёвич (Симхович); 30 августа 1905 Белосток, Гродненская губерния, Российская империя — октябрь 1994) — кубинский политик, революционер, общественный и профсоюзный деятель, редактор. Один из основателей Коммунистической партии Кубы. Герой Труда Республики Куба (1985).

## Биография
Родился в еврейской семье в Белостоке в Польше. В 1922 году вступил в Польский коммунистический союз молодежи. Подвергся преследованиям властей. В 1924 году, спасаясь от тюремного заключения, эмигрировал на Кубу. Некоторое время владел швейной мастерской в Гаване.
В 1925 году по заданию Коминтерна с группой товарищей участвовал в создании Коммунистической партии Кубы. Являлся главным идеологом партии и наставником Фиделя Кастро, которого в 1948 году лично привлёк к революционной деятельности.
Преследовался властями Кубы, сидел в тюрьме. В 1932 году был изгнан с Кубы. В 1937 году вернулся на остров.
С 1925 по 1959 год Гробарт занимался профсоюзной деятельностью. Был представителем Кубы во Всемирной федерации профсоюзов (ВФП). Под вымышленными именами с различными целями совершил многочисленные поездки по странам восточной Европы.
Считают, что Гробарт сыграл ведующую роль в Кубинской революции 1959 года и в событиях, которые предшествовали ей, являлся серым кардиналом кубинского коммунистического правительства. После революции 1959 года, которая привела к власти Фиделя Кастро, Гробарт состоял в ЦК партии и являлся депутатом Национальной ассамблеи народной власти Кубы.
В 1960-х годах работал редактором влиятельного журнала «Cuba Socialista». историк Компартии Кубы. Считался одним из главных лидеров идеологического руководства революционной Кубы.
Был членом Центрального комитета Компартии Кубы с 1965 до 1991 года.

## Награды
- Герой Труда Республики Куба (1985)[1]
- Орден «Хосе Марти» (1980)[2]
- Национальный орден «Плайя-Хирон»
- Орден Октябрьской Революции (29.08.1975)
- Орден Дружбы народов (29.08.1985)